# Castelnavia fluitans
Castelnavia fluitans é um gênero de planta com flores. Foi descrito pela primeira vez por Louis René Tulasne e Hugh Algernon Weddell. Castelnavia fluitans pertence ao gênero Castelnavia e à família Podostemaceae. A IUCN classifica a espécie como de menor preocupação.
É encontrada nas regiões norte e centro-oeste do Brasil, nos estados do Pará, do Tocantins, e de Mato Grosso.